# Чемпіонат України з футболу 2012—2013: Прем'єр-ліга (склади команд)
У складах клубів подано гравців, які провели щонайменше 1 гру в Прем'єр-лізі сезону 2012/13. Прізвища, імена та по батькові футболістів подані згідно з офіційним сайтом ФФУ.

## «Арсенал» (Київ)
Головні тренери: Леонід Кучук (1-18 тури), Юрій Бакалов (19-30 тури)
| №            | Футболіст                        | Дата народження   | Країна     | Ігри     | Голи     |
| Воротарі     | Воротарі                         | Воротарі          | Воротарі   | Воротарі | Воротарі |
| ------------ | -------------------------------- | ----------------- | ---------- | -------- | -------- |
| 12           | Боровик Євген Анатолійович       | 2 березня 1985    | Україна    | 7        | 10п      |
| 77           | Паньків Юрій Михайлович          | 3 листопада 1984  | Україна    | 11       | 16п      |
| 1            | Рева Віталій Григорович          | 19 листопада 1974 | Україна    | 10       | 11п      |
| 23           | Сарнавський Богдан Ігорович      | 29 січня 1995     | Україна    | 3        | 4п       |
| Захисники    |                                  |                   |            |          |          |
| 17           | Гітченко Андрій Ігорович         | 2 жовтня 1984     | Україна    | 9        | 0        |
| 6            | Алвес дос Сантос Рафаель         | 10 листопада 1984 | Бразилія   | 12       | 0        |
| 2            | Лампі Велі Мікко                 | 18 липня 1984     | Фінляндія  | 3        | 0        |
| 14           | Матуку Ерік                      | 8 липня 1983      | Бельгія    | 13       | 0        |
| 29           | Обрадовіч Мілан                  | 3 серпня 1977     | Сербія     | 11       | 0        |
| 4            | Одібе Майкл Чуквунвіке           | 23 липня 1988     | Нігерія    | 8        | 0        |
| 28           | Польовий Володимир Олександрович | 28 липня 1985     | Україна    | 16       | 0        |
| 31           | Романчук Олександр Володимирович | 21 жовтня 1984    | Україна    | 9        | 1        |
| 5            | Сидоренко Кирило Володимирович   | 25 липня 1985     | Україна    | 7        | 0        |
| 33           | Хомин Андрій Михайлович          | 2 січня 1982      | Україна    | 4        | 0        |
| Півзахисники |                                  |                   |            |          |          |
| 27           | Аржанов Володимир Олександрович  | 29 листопада 1985 | Україна    | 12       | 5        |
| 17           | Богданов Андрій Євгенович        | 21 січня 1990     | Україна    | 11       | 3        |
| 44           | Бровко Ігор Степанович           | 13 серпня 1992    | Україна    | 1        | 0        |
| 9            | Бушман Юрій В'ячеславович        | 14 травня 1990    | Україна    | 6        | 0        |
| 78           | Валяєв Сергій Валентинович       | 16 вересня 1978   | Україна    | 12       | 0        |
| 99           | Герасимюк Олег Вікторович        | 25 вересня 1986   | Україна    | 9        | 1        |
| 31           | Да Сілва Леандро                 | 26 червня 1985    | Бразилія   | 17       | 0        |
| 19           | Кобахідзе Александер             | 11 лютого 1987    | Грузія     | 16       | 2        |
| 18           | Куансах Абейку                   | 2 листопада 1990  | Гана       | 6        | 0        |
| 13           | Міколюнас Саулюс                 | 2 травня 1984     | Литва      | 15       | 2        |
| 8            | Максимов Олександр Олександрович | 13 лютого 1985    | Україна    | 3        | 0        |
| 19           | Мартинюк Ярослав Петрович        | 20 лютого 1989    | Україна    | 10       | 1        |
| 4            | Симоненко Сергій Юрійович        | 12 червня 1981    | Україна    | 13       | 0        |
| 11           | Старгородський Артем Сергійович  | 17 січня 1982     | Україна    | 16       | 0        |
| 27           | Старенький Сергій Миколайович    | 20 вересня 1984   | Україна    | 7        | 0        |
| 8            | Ткачук Андрій Миколайович        | 18 листопада 1987 | Україна    | 7        | 1        |
| 25           | Тункара Гомес Жуділсон Мамаду    | 29 вересня 1991   | Португалія | 5        | 0        |
| 28           | Турчанов В'ячеслав Ігорович      | 3 серпня 1991     | Україна    | 1        | 0        |
| 10           | Флореску Джордже Міхал           | 21 травня 1984    | Румунія    | 10       | 0        |
| 13           | Шарпар В'ячеслав Володимирович   | 2 червня 1987     | Україна    | 9        | 2        |
| 52           | Шахов Євген Євгенович            | 30 листопада 1990 | Україна    | 11       | 0        |
| Нападники    |                                  |                   |            |          |          |
| 20           | Адія Домінік                     | 29 листопада 1989 | Гана       | 26       | 4        |
| 22           | Гоменюк Володимир Михайлович     | 19 липня 1985     | Україна    | 24       | 4        |
| 9            | Ковпак Олександр Олександрович   | 2 лютого 1983     | Україна    | 15       | 3        |
| 7            | Мазілу Йонуц Костінел            | 9 лютого 1982     | Румунія    | 5        | 0        |
| 21           | Філіппов Олександр Олександрович | 23 жовтня 1992    | Україна    | 3        | 0        |
| 16           | Шацьких Максим Олександрович     | 30 серпня 1978    | Узбекистан | 18       | 5        |

## «Волинь» (Луцьк)
Головні тренери: Анатолій Дем'яненко (1-25 тури), Анатолій Пісковець (26-27 тури, в.о.), Віталій Кварцяний (28-30 тури)
| №            | Футболіст                       | Дата народження   | Країна             | Ігри     | Голи     |
| Воротарі     | Воротарі                        | Воротарі          | Воротарі           | Воротарі | Воротарі |
| ------------ | ------------------------------- | ----------------- | ------------------ | -------- | -------- |
| 78           | Літовченко Сергій Сергійович    | 4 жовтня 1987     | Україна            | 14       | 19п      |
| 42           | Неділько Віталій Михайлович     | 21 серпня 1982    | Україна            | 1        | 3п       |
| 1            | Старцев Максим Олександрович    | 20 січня 1980     | Україна            | 16       | 23п      |
| Захисники    |                                 |                   |                    |          |          |
| 4            | Іванов Валентін Ілієв           | 11 липня 1980     | Болгарія           | 18       | 0        |
| 24           | Ізворану Сільвіу                | 3 грудня 1983     | Румунія            | 17       | 1        |
| 5            | Занев Петар Дімітров            | 18 жовтня 1985    | Болгарія           | 22       | 0        |
| 14           | Масло Ян                        | 5 лютого 1986     | Словаччина         | 14       | 0        |
| 38           | Насонов Олександр Юрійович      | 28 квітня 1992    | Україна            | 19       | 0        |
| 3            | Сімінін Сергій Федорович        | 9 жовтня 1987     | Україна            | 26       | 0        |
| 15           | Шандрук Олег Миколайович        | 30 січня 1983     | Україна            | 18       | 0        |
| 6            | Шіков Ванче                     | 19 липня 1985     | Північна Македонія | 22       | 0        |
| Півзахисники |                                 |                   |                    |          |          |
| 21           | Аржанов Володимир Олександрович | 29 листопада 1985 | Україна            | 12       | 2        |
| 9            | Герасимюк Олег Вікторович       | 25 вересня 1986   | Україна            | 5        | 0        |
| 10           | Бікфалві Ерік Космін            | 5 лютого 1988     | Румунія            | 24       | 5        |
| 29           | Кінаш Ярослав Ростиславович     | 16 квітня 1988    | Україна            | 5        | 0        |
| 90           | Пилипчук Сергій Валерійович     | 26 листопада 1984 | Україна            | 24       | 2        |
| 18           | Приндета Віталій Валерійович    | 2 лютого 1993     | Україна            | 14       | 0        |
| 89           | Лопес де Фрейтас Рамон          | 7 серпня 1989     | Бразилія           | 12       | 3        |
| 8            | Скоба Ігор Олегович             | 21 травня 1982    | Україна            | 9        | 0        |
| 35           | Стевіч Саша                     | 31 травня 1981    | Сербія             | 14       | 0        |
| 57           | Щедрий Артем Альбертович        | 9 листопада 1992  | Україна            | 1        | 0        |
| Нападники    |                                 |                   |                    |          |          |
| 19           | Бабир Олексій Олегович          | 15 березня 1990   | Україна            | 17       | 0        |
| 7            | Майєр Сантос Тьяго              | 31 серпня 1986    | Італія             | 6        | 0        |
| 2            | Овонікоко Абайомі Сеун          | 13 вересня 1992   | Грузія             | 15       | 1        |
| 17           | Павлов Євген Степанович         | 12 березня 1991   | Україна            | 11       | 0        |
| 11           | Савіч Душан                     | 1 жовтня 1985     | Північна Македонія | 20       | 5        |
| 31           | Суботіч Данієль                 | 31 січня 1989     | Швейцарія          | 23       | 4        |
| 40           | Хомченко Віктор Вікторович      | 11 листопада 1994 | Україна            | 1        | 0        |

## «Ворскла» (Полтава)
Головні тренери: Вадим Євтушенко (1-5 тури), Сергій Свистун (6-30 тури, в.о.)
| №            | Футболіст                       | Дата народження   | Країна     | Ігри     | Голи     |
| Воротарі     | Воротарі                        | Воротарі          | Воротарі   | Воротарі | Воротарі |
| ------------ | ------------------------------- | ----------------- | ---------- | -------- | -------- |
| 1            | Долганський Сергій Миколайович  | 15 вересня 1974   | Україна    | 23       | 27п      |
| 51           | Казаков Олексій Олегович        | 22 лютого 1990    | Україна    | 2        | 3п       |
| 12           | Непогодов Дмитро Михайлович     | 17 лютого 1988    | Україна    | 5        | 5п       |
| Захисники    |                                 |                   |            |          |          |
| 3            | Вовкодав Сергій Васильович      | 2 липня 1988      | Україна    | 2        | 0        |
| 4            | Даллку Арменд                   | 16 червня 1983    | Албанія    | 28       | 0        |
| 78           | Курілов Олексій Миколайович     | 24 квітня 1988    | Україна    | 8        | 0        |
| 45           | Курелєх Валерій Юрійович        | 12 серпня 1991    | Україна    | 1        | 0        |
| 33           | Лагос Панайотіс                 | 18 липня 1985     | Греція     | 10       | 0        |
| 2            | Матвєєв Олександр Ігорович      | 11 лютого 1989    | Україна    | 14       | 0        |
| 13           | Пєсков Євген Віталійович        | 22 вересня 1981   | Україна    | 3        | 0        |
| 23           | Сапай Вадим Вікторович          | 7 лютого 1986     | Україна    | 20       | 0        |
| 33           | Селін Євген Сергійович          | 9 травня 1988     | Україна    | 16       | 1        |
| 34           | Ткачук Євгеній Олегович         | 27 червня 1991    | Україна    | 15       | 0        |
| 17           | Чеснаков Володимир Геннадійович | 12 листопада 1988 | Україна    | 27       | 1        |
| Півзахисники |                                 |                   |            |          |          |
| 19           | Єременко Дмитро Сергійович      | 20 червня 1990    | Україна    | 6        | 1        |
| 9            | Безус Роман Анатолійович        | 26 вересня 1990   | Україна    | 16       | 6        |
| 8            | Буднік Євген Віталійович        | 4 вересня 1990    | Україна    | 25       | 6        |
| 7            | Громов Артем Ігорович           | 14 січня 1990     | Україна    | 26       | 7        |
| 5            | Краснопьоров Олег Володимирович | 25 липня 1980     | Україна    | 18       | 0        |
| 11           | Кривошеєнко Іван Васильович     | 11 травня 1984    | Україна    | 27       | 3        |
| 22           | Куценко Валерій Вікторович      | 2 листопада 1986  | Україна    | 10       | 0        |
| 20           | Мілько Вадим Іванович           | 22 серпня 1986    | Україна    | 2        | 0        |
| 10           | Маркоскі Йован                  | 23 червня 1980    | Сербія     | 26       | 0        |
| 77           | Пічкур Євген Анатолійович       | 30 серпня 1979    | Україна    | 3        | 0        |
| 40           | Пердута Ігор Романович          | 15 листопада 1990 | Україна    | 10       | 0        |
| 82           | Ребенок Павло Вікторович        | 23 липня 1985     | Україна    | 12       | 0        |
| 6            | Скляр Олександр Сергійович      | 26 лютого 1991    | Україна    | 14       | 1        |
| 28           | Ченбай Сергій Дмитрович         | 6 листопада 1992  | Україна    | 2        | 0        |
| Нападники    |                                 |                   |            |          |          |
| 24           | Бараннік Олег Васильович        | 20 березня 1992   | Україна    | 5        | 0        |
| 20           | Кунєв Роман Петрович            | 20 вересня 1990   | Україна    | 4        | 0        |
| 39           | Лієтава Іван                    | 20 липня 1983     | Словаччина | 8        | 1        |
| 5            | Сілюк Сергій Володимирович      | 5 червня 1985     | Україна    | 10       | 0        |
| 18           | Чичиков Олексій Григорович      | 30 вересня 1987   | Україна    | 8        | 0        |
| 27           | Янузі Ахмед                     | 8 липня 1988      | Албанія    | 12       | 3        |

## «Говерла» (Ужгород)
Головний тренер: Олександр Севідов
| №            | Футболіст                       | Дата народження   | Країна     | Ігри     | Голи     |
| Воротарі     | Воротарі                        | Воротарі          | Воротарі   | Воротарі | Воротарі |
| ------------ | ------------------------------- | ----------------- | ---------- | -------- | -------- |
| 33           | Бабенко Дмитро Олегович         | 28 червня 1978    | Україна    | 21       | 33п      |
| 1            | Надь Олександр Арпадович        | 2 вересня 1985    | Україна    | 9        | 24п      |
| Захисники    |                                 |                   |            |          |          |
| 28           | Бордіян Віталі                  | 11 серпня 1984    | Молдова    | 10       | 0        |
| 29           | Гринченко Андрій Вікторович     | 23 січня 1986     | Україна    | 2        | 0        |
| 2            | Допілка Олег Васильович         | 12 березня 1986   | Україна    | 11       | 0        |
| 34           | Малішіч Боян                    | 14 січня 1985     | Сербія     | 23       | 1        |
| 21           | Мелікян Єгіше Мєлікович         | 13 серпня 1979    | Вірменія   | 5        | 1        |
| 8            | Петров Кирило Валентинович      | 22 червня 1990    | Україна    | 12       | 1        |
| 21           | Рніч Неманья                    | 30 вересня 1984   | Сербія     | 9        | 0        |
| 3            | Щедраков Павло Сергійович       | 17 січня 1985     | Україна    | 22       | 0        |
| Півзахисники |                                 |                   |            |          |          |
| 22           | Єдігарян Артур Гегамович        | 26 червня 1987    | Вірменія   | 19       | 0        |
| 13           | Єлісєєв Євген Володимирович     | 6 березня 1989    | Україна    | 14       | 0        |
| 44           | Балафас Сотіріос                | 19 серпня 1986    | Греція     | 21       | 2        |
| 77           | Валяєв Сергій Валентинович      | 16 вересня 1978   | Україна    | 1        | 0        |
| 28           | Гібалюк Микола Миколайович      | 21 травня 1984    | Україна    | 3        | 0        |
| 88           | Лопес Фелпето Хорді             | 28 лютого 1981    | Іспанія    | 17       | 2        |
| 9            | Міщенко Олег Володимирович      | 10 жовтня 1989    | Україна    | 25       | 3        |
| 19           | Макаренко Євгеній Олександрович | 21 травня 1991    | Україна    | 25       | 1        |
| 77           | Молнар Роберт Андрійович        | 24 червня 1991    | Україна    | 1        | 0        |
| 37           | Одонкор Давід                   | 21 лютого 1984    | Німеччина  | 14       | 2        |
| 11           | Печенкін Станіслав Вячеславович | 2 березня 1988    | Україна    | 17       | 0        |
| 7            | Райчевіч Мірко                  | 22 березня 1982   | Чорногорія | 22       | 5        |
| 17           | Ряшко Віктор Вікторович         | 27 листопада 1992 | Україна    | 1        | 0        |
| 18           | Ситник Олександр Борисович      | 2 січня 1985      | Україна    | 9        | 0        |
| 8            | Тришович Александар             | 25 листопада 1983 | Сербія     | 6        | 0        |
| 15           | Трухін Дмитро Юрійович          | 29 червня 1983    | Україна    | 27       | 2        |
| 23           | Чурко Вячеслав Вячеславович     | 10 травня 1993    | Україна    | 11       | 0        |
| Нападники    |                                 |                   |            |          |          |
| 76           | Ле Таллек Дам'єн Вінсент Деніс  | 19 квітня 1990    | Франція    | 20       | 5        |
| 10           | Косирін Олександр Михайлович    | 18 червня 1977    | Україна    | 10       | 1        |
| 18           | Курта Сергій Іванович           | 30 червня 1993    | Україна    | 1        | 0        |
| 10           | Лисенко Володимир Володимирович | 20 квітня 1988    | Україна    | 8        | 2        |
| 23           | Микуляк Владислав Степанович    | 30 серпня 1984    | Україна    | 6        | 0        |
| 99           | Тодоров Іванов Светослав        | 30 серпня 1978    | Болгарія   | 9        | 0        |

## «Динамо» (Київ)
Головні тренери: Юрій Сьомін (1-9 тури), Олег Блохін (10-30 тури)
| №            | Футболіст                           | Дата народження   | Країна             | Ігри     | Голи     |
| Воротарі     | Воротарі                            | Воротарі          | Воротарі           | Воротарі | Воротарі |
| ------------ | ----------------------------------- | ----------------- | ------------------ | -------- | -------- |
| 71           | Бойко Денис Олександрович           | 29 січня 1988     | Україна            | 2        | 2п       |
| 35           | Коваль Максим Анатолійович          | 9 грудня 1992     | Україна            | 23       | 16п      |
| 1            | Шовковський Олександр Володимирович | 2 січня 1975      | Україна            | 6        | 5п       |
| Захисники    |                                     |                   |                    |          |          |
| 3            | Амансіо Еберт Вілліан               | 11 листопада 1983 | Бразилія           | 13       | 0        |
| 24           | Віда Домагой                        | 29 квітня 1989    | Хорватія           | 12       | 1        |
| 2            | Да Сільва Даніло Апаресідо          | 24 листопада 1986 | Бразилія           | 21       | 0        |
| 6            | Попов Горан                         | 2 жовтня 1984     | Північна Македонія | 1        | 0        |
| 3            | Селін Євген Сергійович              | 9 травня 1988     | Україна            | 6        | 0        |
| 33           | Тайє Тайво                          | 16 квітня 1985    | Нігерія            | 20       | 0        |
| 34           | Хачеріді Євген Григорович           | 28 липня 1987     | Україна            | 23       | 1        |
| Півзахисники |                                     |                   |                    |          |          |
| 8            | Алієв Олександр Олександрович       | 3 лютого 1985     | Україна            | 3        | 0        |
| 25           | Аруна Лукман                        | 4 грудня 1990     | Нігерія            | 18       | 5        |
| 9            | Безус Роман Анатолійович            | 26 вересня 1990   | Україна            | 9        | 1        |
| 23           | Богданов Андрій Євгенович           | 21 січня 1990     | Україна            | 7        | 0        |
| 23           | Буяльський Віталій Казімірович      | 6 січня 1993      | Україна            | 1        | 0        |
| 5            | Вукоєвіч Огнєн                      | 20 грудня 1983    | Хорватія           | 12       | 0        |
| 19           | Гармаш Денис Вікторович             | 19 квітня 1990    | Україна            | 23       | 2        |
| 20           | Гусєв Олег Анатолійович             | 25 квітня 1983    | Україна            | 28       | 4        |
| 85           | Каетано де Арауйо Рафаель           | 28 березня 1985   | Бразилія           | 9        | 1        |
| 46           | Калітвінцев Владислав Юрійович      | 4 січня 1993      | Україна            | 1        | 0        |
| 21           | Краньчар Ніко                       | 13 серпня 1984    | Хорватія           | 13       | 4        |
| 4            | Пінто Вєлосо Мігель Луіс            | 11 травня 1986    | Португалія         | 24       | 2        |
| 17           | Михалик Тарас Володимирович         | 28 жовтня 1983    | Україна            | 16       | 1        |
| 36           | Нінковіч Мілош                      | 25 грудня 1984    | Сербія             | 5        | 1        |
| 16           | Сидорчук Сергій Олександрович       | 2 травня 1991     | Україна            | 7        | 0        |
| 77           | Цуріков Андрій Володимирович        | 5 жовтня 1992     | Україна            | 3        | 0        |
| 37           | Юссуф Атанда Аїла                   | 4 листопада 1984  | Нігерія            | 2        | 0        |
| Нападники    |                                     |                   |                    |          |          |
| 11           | Ідейє Браун Айде                    | 10 жовтня 1988    | Нігерія            | 28       | 17       |
| 99           | Перейра Родрігес Едуардо            | 7 січня 1992      | Бразилія           | 13       | 1        |
| 22           | Кравець Артем Анатолійович          | 3 червня 1989     | Україна            | 1        | 2        |
| 10           | Мілевський Артем Володимирович      | 12 січня 1985     | Україна            | 10       | 0        |
| 13           | Мехмеді Адмір                       | 16 березня 1991   | Швейцарія          | 16       | 0        |
| 15           | Рубен Родрігез Марко Гастон         | 26 жовтня 1986    | Іспанія            | 11       | 1        |
| 29           | Хльобас Дмитро Вікторович           | 9 травня 1994     | Україна            | 1        | 0        |
| 9            | Ярмоленко Андрій Миколайович        | 23 жовтня 1989    | Україна            | 27       | 11       |

## «Дніпро» (Дніпропетровськ)
Головний тренер: Хуанде Рамос
| №            | Футболіст                       | Дата народження   | Країна     | Ігри     | Голи     |
| Воротарі     | Воротарі                        | Воротарі          | Воротарі   | Воротарі | Воротарі |
| ------------ | ------------------------------- | ----------------- | ---------- | -------- | -------- |
| 91           | Варцаба Ігор Петрович           | 28 січня 1991     | Україна    | 2        | 2п       |
| 16           | Лаштувка Ян                     | 7 липня 1982      | Чехія      | 24       | 18п      |
| 77           | Шеліхов Денис Васильович        | 23 червня 1989    | Україна    | 4        | 4п       |
| Захисники    |                                 |                   |            |          |          |
| 19           | Дєнісов Віталій Гєннадьєвіч     | 23 лютого 1987    | Узбекистан | 10       | 1        |
| 6            | Канкава Джаба Георгійович       | 18 березня 1986   | Грузія     | 17       | 1        |
| 3            | Мазух Онджей                    | 15 березня 1989   | Чехія      | 19       | 0        |
| 5            | Мандзюк Віталій Васильович      | 24 січня 1986     | Україна    | 26       | 0        |
| 23           | Одібе Майкл Чуквунвіке          | 23 липня 1988     | Нігерія    | 9        | 1        |
| 17           | Стрініч Іван                    | 17 липня 1987     | Хорватія   | 23       | 0        |
| 44           | Федецький Артем Андрійович      | 26 квітня 1985    | Україна    | 17       | 1        |
| 14           | Чеберячко Євгеній Олександрович | 19 червня 1983    | Україна    | 26       | 0        |
| Півзахисники |                                 |                   |            |          |          |
| 88           | Алієв Олександр Олександрович   | 3 лютого 1985     | Україна    | 12       | 2        |
| 36           | Бабенко Руслан Олександрович    | 8 липня 1992      | Україна    | 2        | 0        |
| 20           | Боатенг Дерек Овусу             | 2 травня 1985     | Гана       | 2        | 0        |
| 8            | Де Паула Джуліано Віктор        | 31 травня 1990    | Бразилія   | 28       | 9        |
| 23           | Сілва Баселар Дуглас            | 4 квітня 1990     | Бразилія   | 8        | 0        |
| 19           | Кобахідзе Александер            | 11 лютого 1987    | Грузія     | 5        | 1        |
| 10           | Коноплянка Євгеній Олегович     | 29 вересня 1989   | Україна    | 20       | 2        |
| 4            | Кравченко Сергій Сергійович     | 24 квітня 1983    | Україна    | 20       | 3        |
| 7            | Кулаков Денис Єрмилович         | 1 травня 1986     | Україна    | 9        | 0        |
| 29           | Ротань Руслан Петрович          | 29 жовтня 1981    | Україна    | 25       | 4        |
| 28           | Шахов Євген Євгенович           | 30 листопада 1990 | Україна    | 4        | 1        |
| Нападники    |                                 |                   |            |          |          |
| 18           | Зозуля Роман Вячеславович       | 17 листопада 1989 | Україна    | 23       | 8        |
| 9            | Калініч Нікола                  | 5 січня 1988      | Хорватія   | 21       | 6        |
| 99           | Лейте Насіменто Матеус          | 15 січня 1983     | Бразилія   | 28       | 6        |
| 11           | Олійник Денис Вікторович        | 16 червня 1987    | Україна    | 13       | 2        |
| 21           | Селезньов Євген Олександрович   | 20 липня 1985     | Україна    | 22       | 7        |

## «Зоря» (Луганськ)
Головний тренер: Юрій Вернидуб
| №            | Футболіст                         | Дата народження   | Країна   | Ігри     | Голи     |
| Воротарі     | Воротарі                          | Воротарі          | Воротарі | Воротарі | Воротарі |
| ------------ | --------------------------------- | ----------------- | -------- | -------- | -------- |
| 30           | Козаченко Дмитро Анатолійович     | 11 січня 1982     | Україна  | 6        | 8п       |
| 91           | Левченко Ігор Олександрович       | 23 лютого 1991    | Україна  | 2        | 1п       |
| 12           | Постранський Віталій Михайлович   | 2 серпня 1977     | Україна  | 17       | 20п      |
| 1            | Сантіні Кршеван                   | 11 квітня 1987    | Хорватія | 8        | 14п      |
| Захисники    |                                   |                   |          |          |          |
| 17           | Ігнятьєвіч Нікола                 | 12 грудня 1983    | Сербія   | 25       | 0        |
| 15           | Вернидуб Віталій Юрійович         | 17 жовтня 1987    | Україна  | 15       | 1        |
| 45           | Гордієнко Артем Олександрович     | 4 березня 1991    | Україна  | 1        | 0        |
| 5            | Коротецький Ігор Олександрович    | 13 вересня 1987   | Україна  | 9        | 0        |
| 25           | Білий Максим Ігорович             | 21 червня 1990    | Україна  | 25       | 0        |
| 14           | Шуніч Тоні                        | 15 грудня 1988    | Хорватія | 28       | 0        |
| 16           | Ярмаш Григорій Петрович           | 4 січня 1985      | Україна  | 21       | 0        |
| Півзахисники |                                   |                   |          |          |          |
| 2            | Галюза Ілля Сергійович            | 16 листопада 1979 | Україна  | 23       | 6        |
| 35           | Грицай Олександр Анатолійович     | 30 вересня 1977   | Україна  | 29       | 3        |
| 6            | Каменюка Микита Олександрович     | 3 червня 1985     | Україна  | 20       | 0        |
| 22           | Любеновіч Желько                  | 9 липня 1981      | Сербія   | 28       | 3        |
| 19           | Олійник Ярослав Вадимович         | 14 березня 1991   | Україна  | 7        | 0        |
| 34           | Петряк Іван Євгенович             | 13 березня 1994   | Україна  | 3        | 0        |
| 37           | Хомченовський Дмитро Геннадійович | 16 квітня 1990    | Україна  | 14       | 2        |
| 7            | Худзік Павло Олександрович        | 29 квітня 1985    | Україна  | 24       | 4        |
| 4            | Чайковський Ігор Геннадійович     | 7 жовтня 1991     | Україна  | 14       | 0        |
| Нападники    |                                   |                   |          |          |          |
| 11           | Ідахор Ісі Лаки                   | 30 серпня 1980    | Нігерія  | 25       | 4        |
| 94           | Болі Яннік Тоапрі                 | 13 січня 1988     | Франція  | 10       | 2        |
| 9            | Сіріно де Олівейра Даніло         | 11 листопада 1986 | Бразилія | 20       | 6        |
| 10           | Ліпартія Джаба                    | 16 листопада 1987 | Грузія   | 25       | 1        |
| 88           | Перейра де Олівейра Майкон        | 8 травня 1988     | Бразилія | 4        | 0        |
| 23           | Родіч Іван                        | 11 листопада 1985 | Хорватія | 10       | 0        |
| 27           | Сілюк Сергій Володимирович        | 5 червня 1985     | Україна  | 1        | 0        |
| 18           | Ференчак Сергій Володимирович     | 27 квітня 1984    | Україна  | 6        | 0        |

## «Іллічівець» (Маріуполь)
Головний тренер: Микола Павлов
| №            | Футболіст                        | Дата народження  | Країна   | Ігри     | Голи     |
| Воротарі     | Воротарі                         | Воротарі         | Воротарі | Воротарі | Воротарі |
| ------------ | -------------------------------- | ---------------- | -------- | -------- | -------- |
| 12           | Худжамов Рустам Махмудкулович    | 5 жовтня 1982    | Україна  | 30       | 32п      |
| Захисники    |                                  |                  |          |          |          |
| 32           | Іщенко Микола Анатолійович       | 9 березня 1983   | Україна  | 25       | 0        |
| 91           | Бутко Богдан Євгенович           | 13 січня 1991    | Україна  | 29       | 1        |
| 44           | Ордець Іван Миколайович          | 8 липня 1992     | Україна  | 12       | 1        |
| 93           | Цюпа Іван Іванович               | 25 червня 1993   | Україна  | 1        | 0        |
| 36           | Чижов Олександр Олександрович    | 10 серпня 1986   | Україна  | 20       | 1        |
| 7            | Шевчук Сергій Миколайович        | 18 червня 1985   | Україна  | 12       | 0        |
| 13           | Яворський Сергій Олександрович   | 5 липня 1989     | Україна  | 19       | 0        |
| Півзахисники |                                  |                  |          |          |          |
| 39           | Віценець Віталій Володимирович   | 3 серпня 1990    | Україна  | 12       | 0        |
| 22           | Гречишкін Дмитро Володимирович   | 22 вересня 1991  | Україна  | 15       | 1        |
| 4            | Довгий Олексій Володимирович     | 2 листопада 1989 | Україна  | 1        | 0        |
| 14           | Кісіль Руслан Сергійович         | 23 жовтня 1991   | Україна  | 5        | 0        |
| 29           | Кожанов Денис Станіславович      | 13 червня 1987   | Україна  | 11       | 0        |
| 24           | Кравченко Костянтин Сергійович   | 24 вересня 1986  | Україна  | 12       | 4        |
| 80           | Окріашвілі Торніке               | 12 лютого 1992   | Грузія   | 28       | 4        |
| 2            | Полянський Олексій Володимирович | 12 квітня 1986   | Україна  | 12       | 2        |
| 5            | Пуканич Адріан Миколайович       | 22 червня 1983   | Україна  | 6        | 1        |
| 77           | Путівцев Артем Олександрович     | 29 серпня 1988   | Україна  | 26       | 0        |
| 99           | Таргамадзе Давід                 | 22 серпня 1989   | Грузія   | 28       | 1        |
| 17           | Федотов Віталій Андрійович       | 16 липня 1991    | Україна  | 30       | 5        |
| 9            | Ярошенко Костянтин Юрійович      | 12 вересня 1986  | Україна  | 23       | 3        |
| Нападники    |                                  |                  |          |          |          |
| 33           | Ємєльянов Роман Павлович         | 8 травня 1992    | Росія    | 20       | 0        |
| 16           | Мандзюк Олександр Васильович     | 10 січня 1983    | Україна  | 20       | 2        |
| 11           | Фомін Руслан Миколайович         | 2 березня 1986   | Україна  | 16       | 4        |

## «Карпати» (Львів)
Головні тренери: Павло Кучеров (1-3 тури), Ніколай Костов (4-27 тури), Юрій Дячук-Ставицький (28-30 тури, в.о.)
| №            | Футболіст                         | Дата народження   | Країна               | Ігри     | Голи     |
| Воротарі     | Воротарі                          | Воротарі          | Воротарі             | Воротарі | Воротарі |
| ------------ | --------------------------------- | ----------------- | -------------------- | -------- | -------- |
| 1            | Богатінов Мартін                  | 26 квітня 1986    | Північна Македонія   | 22       | 32п      |
| 23           | Мисак Роман Михайлович            | 9 вересня 1991    | Україна              | 10       | 20п      |
| Захисники    |                                   |                   |                      |          |          |
| 21           | Балажіц Грегор                    | 12 лютого 1988    | Словенія             | 17       | 1        |
| 41           | Гірський Степан Богданович        | 8 січня 1991      | Україна              | 4        | 0        |
| 14           | Гаращенков Сергій Ігорович        | 16 травня 1990    | Україна              | 4        | 0        |
| 39           | Жовтюк Микола Володимирович       | 21 травня 1992    | Україна              | 7        | 1        |
| 4            | Мілошевіч Іван                    | 3 листопада 1984  | Сербія               | 18       | 1        |
| 8            | Ощипко Ігор Дмитрович             | 25 жовтня 1985    | Україна              | 15       | 2        |
| 32           | Пластун Ігор Володимирович        | 20 серпня 1990    | Україна              | 25       | 1        |
| 62           | Пучковський Тарас Миколайович     | 23 серпня 1994    | Україна              | 3        | 0        |
| 24           | Тосік Якуб                        | 21 травня 1987    | Польща               | 4        | 0        |
| Півзахисники |                                   |                   |                      |          |          |
| 33           | Бідловський Володимир Зіновійович | 31 травня 1988    | Україна              | 4        | 0        |
| 83           | Білий Олег Юрійович               | 29 травня 1993    | Україна              | 1        | 0        |
| 3            | Вукчевіч Сімон                    | 29 січня 1986     | Чорногорія           | 2        | 0        |
| 17           | Голодюк Олег Юрійович             | 2 січня 1988      | Україна              | 19       | 1        |
| 88           | Даушвілі Муртаз                   | 1 травня 1989     | Грузія               | 22       | 0        |
| 20           | Кенія Леван                       | 18 жовтня 1990    | Грузія               | 20       | 3        |
| 7            | Ксьонз Павло Сергійович           | 2 січня 1987      | Україна              | 28       | 3        |
| 19           | Мартинюк Ярослав Петрович         | 20 лютого 1989    | Україна              | 4        | 0        |
| 43           | Озарків Ігор Ігорович             | 21 січня 1992     | Україна              | 21       | 1        |
| 25           | Ткачук Андрій Миколайович         | 18 листопада 1987 | Україна              | 13       | 0        |
| 16           | Худоб'як Ігор Ярославович         | 20 лютого 1985    | Україна              | 29       | 2        |
| 22           | Штіліч Семір                      | 8 жовтня 1987     | Боснія і Герцеговина | 22       | 1        |
| Нападники    |                                   |                   |                      |          |          |
| 10           | Гладкий Олександр Миколайович     | 24 серпня 1987    | Україна              | 23       | 5        |
| 36           | Гудима Володимир Ярославович      | 20 липня 1990     | Україна              | 4        | 0        |
| 73           | Завійський Тарас Михайлович       | 12 квітня 1995    | Україна              | 2        | 0        |
| 51           | Загідулін Сергій Володимирович    | 26 березня 1992   | Україна              | 3        | 0        |
| 11           | Зеньов Сергей                     | 20 квітня 1989    | Естонія              | 10       | 3        |
| 28           | Кас'ян Олександр Юрійович         | 27 січня 1989     | Україна              | 11       | 1        |
| 18           | Кополовець Михайло Михайлович     | 29 січня 1984     | Україна              | 25       | 2        |
| 97           | Фернандо Марсело Жіл              | 28 березня 1990   | Бразилія             | 11       | 0        |
| 77           | Перес Мартінес Лукас              | 10 вересня 1988   | Іспанія              | 17       | 8        |

## «Кривбас» (Кривий Ріг)
Головний тренер: Олег Таран
| №            | Футболіст                        | Дата народження   | Країна     | Ігри     | Голи     |
| Воротарі     | Воротарі                         | Воротарі          | Воротарі   | Воротарі | Воротарі |
| ------------ | -------------------------------- | ----------------- | ---------- | -------- | -------- |
| 12           | Боровик Євген Анатолійович       | 2 березня 1985    | Україна    | 11       | 9п       |
| 1            | Рева Віталій Григорович          | 19 листопада 1974 | Україна    | 6        | 10п      |
| 55           | Штанько Артем Анатолійович       | 6 вересня 1980    | Україна    | 13       | 19п      |
| Захисники    |                                  |                   |            |          |          |
| 47           | Баліч Саша                       | 29 січня 1990     | Чорногорія | 9        | 0        |
| 5            | Гітченко Андрій Ігорович         | 2 жовтня 1984     | Україна    | 11       | 0        |
| 20           | Канкава Джаба Георгійович        | 18 березня 1986   | Грузія     | 7        | 2        |
| 22           | Лисицький Віталій Сергійович     | 16 квітня 1982    | Україна    | 24       | 1        |
| 23           | Лобжанідзе Уча                   | 23 лютого 1987    | Грузія     | 23       | 0        |
| 94           | Мірошніченко Денис Андрійович    | 11 жовтня 1994    | Україна    | 9        | 0        |
| 24           | Пашаєв Павло Вагіфович           | 4 січня 1988      | Україна    | 24       | 0        |
| 18           | Петров Кирило Валентинович       | 22 червня 1990    | Україна    | 13       | 0        |
| 3            | Сердюк Вячеслав Олександрович    | 28 січня 1985     | Україна    | 18       | 0        |
| 5            | Федорів Віталій Миколайович      | 21 жовтня 1987    | Україна    | 6        | 0        |
| 4            | Шершун Богдан Миколайович        | 14 травня 1981    | Україна    | 18       | 1        |
| Півзахисники |                                  |                   |            |          |          |
| 9            | Єслінек Іржі                     | 30 вересня 1987   | Чехія      | 16       | 0        |
| 17           | Міхель Бабатунде                 | 24 грудня 1992    | Нігерія    | 11       | 0        |
| 11           | Бартуловіч Младен                | 5 жовтня 1986     | Хорватія   | 24       | 4        |
| 88           | Валєєв Рінар Салаватович         | 22 серпня 1987    | Україна    | 20       | 1        |
| 15           | Дедечко Денис Михайлович         | 2 липня 1987      | Україна    | 24       | 1        |
| 39           | Льопа Дмитро Сергійович          | 23 листопада 1988 | Україна    | 12       | 1        |
| 28           | Матіч Даріян                     | 28 травня 1983    | Словенія   | 16       | 0        |
| 10           | Прийомов Володимир Володимирович | 2 січня 1986      | Україна    | 16       | 3        |
| 7            | Федорчук Валерій Юрійович        | 5 жовтня 1988     | Україна    | 11       | 1        |
| Нападники    |                                  |                   |            |          |          |
| 77           | Іващенко Олександр Володимирович | 19 лютого 1985    | Україна    | 6        | 0        |
| 86           | Антонов Олексій Геннадійович     | 8 травня 1986     | Україна    | 24       | 10       |
| 8            | Самодін Сергій Олександрович     | 14 лютого 1985    | Росія      | 26       | 10       |
| 33           | Яколіш Антоніо                   | 28 лютого 1992    | Хорватія   | 4        | 0        |

## «Металіст» (Харків)
Головний тренер: Мирон Маркевич
| №            | Футболіст                            | Дата народження   | Країна    | Ігри     | Голи     |
| Воротарі     | Воротарі                             | Воротарі          | Воротарі  | Воротарі | Воротарі |
| ------------ | ------------------------------------ | ----------------- | --------- | -------- | -------- |
| 29           | Горяїнов Олександр Сергійович        | 29 червня 1975    | Україна   | 24       | 21п      |
| 81           | Дішлєнковіч Владімір                 | 2 липня 1981      | Сербія    | 5        | 2п       |
| 35           | Шуст Богдан Романович                | 4 березня 1986    | Україна   | 1        | 1п       |
| 99           | Шуховцев Ігор Вікторович             | 13 липня 1971     | Україна   | 1        | 1п       |
| Захисники    |                                      |                   |           |          |          |
| 16           | Барвінко Денис Анатолійович          | 16 лютого 1994    | Україна   | 6        | 0        |
| 3            | Вільягра Крістіан Карлос             | 27 грудня 1985    | Аргентина | 24       | 1        |
| 20           | Гонзага де Азеведо Марсіо            | 5 лютого 1986     | Бразилія  | 8        | 0        |
| 22           | Обрадовіч Мілан                      | 3 серпня 1977     | Сербія    | 1        | 0        |
| 30           | Папа Гуйе                            | 7 червня 1984     | Сенегал   | 25       | 0        |
| 17           | Пшеничних Сергій Миколайович         | 19 листопада 1981 | Україна   | 22       | 0        |
| 6            | Торсіглєрі Марко Натанаель           | 12 січня 1988     | Аргентина | 11       | 0        |
| Півзахисники |                                      |                   |           |          |          |
| 65           | Андрієвський Олександр Петрович      | 25 червня 1994    | Україна   | 1        | 0        |
| 15           | Перейра де Сантан Вінісіус Апаресідо | 3 листопада 1983  | Бразилія  | 11       | 0        |
| 4            | Березовчук Андрій Володимирович      | 16 квітня 1981    | Україна   | 13       | 1        |
| 23           | Бланко Себастьян Марсело             | 15 березня 1988   | Аргентина | 26       | 2        |
| 86           | Гомес де Сікейра Вілліан             | 19 листопада 1986 | Бразилія  | 25       | 4        |
| 33           | Девіч Марко                          | 27 жовтня 1983    | Україна   | 10       | 5        |
| 8            | Де Ласерда Апаресіда Едмар           | 16 червня 1980    | Бразилія  | 25       | 3        |
| 32           | Краснопьоров Олег Володимирович      | 25 липня 1980     | Україна   | 11       | 0        |
| 25           | Ромеро Бонфім Марлос                 | 7 червня 1988     | Бразилія  | 27       | 5        |
| 82           | Ребенок Павло Вікторович             | 23 липня 1985     | Україна   | 7        | 1        |
| 19           | Торрес Хуан Мануель                  | 20 червня 1985    | Аргентина | 17       | 1        |
| 11           | Соса Хосе Ернесто                    | 19 червня 1985    | Аргентина | 21       | 7        |
| 10           | Рібейро Хав'єр Клейтон               | 23 березня 1983   | Бразилія  | 29       | 15       |
| 13           | Шарпар В'ячеслав Володимирович       | 2 червня 1987     | Україна   | 9        | 0        |
| 5            | Шелаєв Олег Миколайович              | 5 листопада 1976  | Україна   | 15       | 0        |
| Нападники    |                                      |                   |           |          |          |
| 50           | Авеліно Коельо Джексон               | 28 лютого 1986    | Бразилія  | 3        | 1        |
| 9            | Воробєй Андрій Олексійович           | 29 листопада 1978 | Україна   | 1        | 0        |
| 21           | Крістальдо Джонатан Езекель          | 5 березня 1989    | Аргентина | 22       | 9        |
| 32           | Лисенко Володимир Володимирович      | 20 квітня 1988    | Україна   | 3        | 0        |
| 46           | Радченко Артем Олегович              | 2 січня 1995      | Україна   | 1        | 0        |
| 28           | Барсельос Фреда Тайсон               | 13 січня 1988     | Бразилія  | 13       | 3        |

## «Металург» (Донецьк)
Головні тренери: Володимир Пятенко (1-6 тури), Юрій Максимов (7-30 тури)
| №            | Футболіст                         | Дата народження   | Країна     | Ігри     | Голи     |
| Воротарі     | Воротарі                          | Воротарі          | Воротарі   | Воротарі | Воротарі |
| ------------ | --------------------------------- | ----------------- | ---------- | -------- | -------- |
| 12           | Бандура Олександр Вікторович      | 30 травня 1986    | Україна    | 20       | 26п      |
| 79           | Паньків Юрій Михайлович           | 3 листопада 1984  | Україна    | 10       | 9п       |
| Захисники    |                                   |                   |            |          |          |
| 2            | Барановський Артем Миколайович    | 17 березня 1990   | Україна    | 16       | 1        |
| 14           | Воловик Олександр Ігорович        | 28 жовтня 1985    | Україна    | 26       | 5        |
| 5            | Польовий Володимир Олександрович  | 28 липня 1985     | Україна    | 11       | 2        |
| 4            | Чечер Вячеслав Леонідович         | 15 грудня 1980    | Україна    | 15       | 1        |
| Півзахисники |                                   |                   |            |          |          |
| 21           | Єдігарян Артак Гегамович          | 18 березня 1990   | Вірменія   | 8        | 0        |
| 84           | Голайдо Денис Олександрович       | 3 червня 1984     | Україна    | 26       | 1        |
| 43           | Грищенко Павло Олександрович      | 6 липня 1990      | Україна    | 2        | 0        |
| 18           | Дімітров Велізар Костадінов       | 13 квітня 1979    | Болгарія   | 20       | 3        |
| 42           | Да Сілва де Соуза Леонардо        | 18 березня 1992   | Бразилія   | 9        | 1        |
| 11           | Масіел Соуза Кампос Річард Даніло | 13 січня 1990     | Бельгія    | 27       | 1        |
| 21           | Ебесіліо Лоренцо Лерой            | 24 вересня 1991   | Нідерланди | 6        | 0        |
| 10           | Казарян Геворк                    | 5 квітня 1988     | Вірменія   | 21       | 3        |
| 9            | Лазіч Джордже                     | 18 червня 1983    | Сербія     | 20       | 0        |
| 13           | Макрідіс Константінос             | 13 січня 1982     | Кіпр       | 24       | 0        |
| 6            | Мкртчян Карлен Вардкесович        | 25 листопада 1988 | Вірменія   | 16       | 0        |
| 7            | Морозюк Микола Миколайович        | 17 січня 1988     | Україна    | 27       | 1        |
| 8            | Нельсон Грегорі Яррід Мартья      | 31 січня 1988     | Нідерланди | 27       | 4        |
| 26           | Нестеренко Кирило Олександрович   | 1 березня 1992    | Україна    | 1        | 0        |
| 44           | Прийма Василь Миронович           | 10 червня 1991    | Україна    | 7        | 0        |
| 17           | Соарес да Сільва Філ Жозе         | 27 липня 1983     | Бразилія   | 13       | 1        |
| 90           | Тимофієнко Віталій Вікторович     | 4 січня 1993      | Україна    | 1        | 0        |
| 35           | Трояновський Євген Станіславович  | 2 липня 1993      | Україна    | 2        | 0        |
| Нападники    |                                   |                   |            |          |          |
| 19           | Іванко Віталій Миколайович        | 9 квітня 1992     | Україна    | 8        | 0        |
| 55           | Квашук Віталій Олегович           | 1 квітня 1993     | Україна    | 1        | 0        |
| 27           | Моначелло Гаетано                 | 3 березня 1994    | Італія     | 4        | 0        |
| 91           | Шавес Рібейро Мораес Алуісіо      | 4 квітня 1987     | Бразилія   | 23       | 11       |
| 15           | Траоре Драман                     | 17 червня 1982    | Малі       | 25       | 9        |

## «Металург» (Запоріжжя)
Головні тренери: Ігор Лучкевич (1-2 тур), Сергій Ковалець (3-7 тур), Анатолій Заяєв (8 тур), Віталій Кварцяний (9-18 тур), Сергій Зайцев (19-30 тур)
| №            | Футболіст                              | Дата народження   | Країна             | Ігри     | Голи     |
| Воротарі     | Воротарі                               | Воротарі          | Воротарі           | Воротарі | Воротарі |
| ------------ | -------------------------------------- | ----------------- | ------------------ | -------- | -------- |
| 12           | Грдлічка Лібор                         | 2 січня 1986      | Словаччина         | 10       | 16п      |
| 1            | Руденко Віталій Миколайович            | 26 січня 1981     | Україна            | 11       | 27п      |
| 16           | Шевченко Олексій Миколайович (воротар) | 24 лютого 1992    | Україна            | 9        | 21п      |
| Захисники    |                                        |                   |                    |          |          |
| 27           | Ілич Милан                             | 12 травня 1987    | Сербія             | 1        | 0        |
| 44           | Імереков Максим Ігорович               | 23 січня 1991     | Україна            | 1        | 0        |
| 50           | Бойко Андрій Борисович                 | 27 квітня 1981    | Україна            | 4        | 0        |
| 4            | До Кармо Лопес Матеус Енріке           | 8 березня 1985    | Бразилія           | 21       | 1        |
| 17           | Нестеров Андрій Вячеславович           | 2 липня 1990      | Україна            | 19       | 0        |
| 39           | Опанасенко Євген Володимирович         | 25 серпня 1990    | Україна            | 27       | 0        |
| 91           | Парцванія Темур Рафіелович             | 6 липня 1991      | Україна            | 7        | 0        |
| 25           | Рожіч Анте                             | 8 березня 1986    | Хорватія           | 1        | 0        |
| 19           | Рудика Сергій Олександрович            | 14 червня 1988    | Україна            | 25       | 2        |
| 2            | Сахневич Андрій Володимирович          | 17 квітня 1989    | Україна            | 12       | 0        |
| 3            | Тейку Канган Адольф                    | 23 червня 1990    | Камерун            | 15       | 1        |
| 23           | Ульянов Дмитро Сергійович              | 1 грудня 1993     | Україна            | 1        | 0        |
| Півзахисники |                                        |                   |                    |          |          |
| 18           | Бен Отман Мохамед Слім                 | 18 листопада 1989 | Туніс              | 11       | 0        |
| 9            | Гавриш Віталій Володимирович           | 18 березня 1986   | Україна            | 10       | 0        |
| 88           | Задоя Євген Ігорович                   | 5 січня 1991      | Україна            | 1        | 0        |
| 5            | Йокич Милош                            | 7 червня 1987     | Сербія             | 10       | 1        |
| 13           | Коротецький Ігор Олександрович         | 13 вересня 1987   | Україна            | 10       | 0        |
| 11           | Халфауї Мохамед Ашраф                  | 24 жовтня 1980    | Туніс              | 10       | 0        |
| 23           | Лукьяновс Іванс                        | 24 січня 1987     | Латвія             | 4        | 0        |
| 7            | Матяж Іван Сергійович                  | 15 лютого 1988    | Україна            | 20       | 1        |
| 77           | Оберемко Андрій Олександрович          | 18 березня 1984   | Україна            | 4        | 0        |
| 31           | Пісоцький Євген Валерійович            | 22 квітня 1987    | Україна            | 27       | 2        |
| 34           | Сидорчук Сергій Олександрович          | 2 травня 1991     | Україна            | 10       | 0        |
| 8            | Скороходов Максим Олександрович        | 3 грудня 1986     | Україна            | 3        | 0        |
| 2            | Соболь Едуард Олександрович            | 20 квітня 1995    | Україна            | 9        | 0        |
| 27           | Цуріков Андрій Володимирович           | 5 жовтня 1992     | Україна            | 15       | 1        |
| 21           | Штурко Юрій Юрійович                   | 8 жовтня 1984     | Україна            | 13       | 1        |
| 36           | Юсов Дмитро Олександрович              | 11 травня 1993    | Україна            | 2        | 0        |
| Нападники    |                                        |                   |                    |          |          |
| 8            | Ібраімі Бесарт                         | 17 грудня 1986    | Північна Македонія | 11       | 0        |
| 9            | Бєлік Олексій Григорович               | 15 лютого 1981    | Україна            | 8        | 0        |
| 80           | Варанков Андрей Мікалаєвіч             | 8 лютого 1989     | Білорусь           | 9        | 0        |
| 11           | Гайдаш Андрій Олександрович            | 16 січня 1989     | Україна            | 3        | 0        |
| 6            | Глушко Юрій Анатолійович               | 5 лютого 1991     | Україна            | 3        | 0        |
| 10           | Годой Алвеш Жуніор Луіс Антоніо        | 20 вересня 1978   | Бразилія           | 27       | 1        |
| 49           | Каверін Віталій Вікторович             | 4 вересня 1990    | Україна            | 5        | 0        |
| 30           | Каськов Артур Геннадійович             | 18 листопада 1991 | Україна            | 4        | 0        |
| 25           | Коробка Володимир Геннадійович         | 22 липня 1989     | Україна            | 3        | 0        |
| 37           | Лазарович Тарас Михайлович             | 22 квітня 1982    | Україна            | 15       | 1        |
| 90           | Пуровіч Мілан                          | 7 травня 1985     | Чорногорія         | 4        | 0        |

## «Таврія» (Сімферополь)
Головний тренер: Олег Лужний
| №            | Футболіст                          | Дата народження   | Країна      | Ігри     | Голи     |
| Воротарі     | Воротарі                           | Воротарі          | Воротарі    | Воротарі | Воротарі |
| ------------ | ---------------------------------- | ----------------- | ----------- | -------- | -------- |
| 1            | Кахріман Дамір                     | 19 листопада 1984 | Сербія      | 16       | 26п      |
| 23           | Погорілий Сергій Петрович          | 28 липня 1986     | Україна     | 14       | 15п      |
| 31           | Сітало Сергій Володимирович        | 20 грудня 1986    | Україна     | 1        | 5п       |
| Захисники    |                                    |                   |             |          |          |
| 5            | Єзерський Володимир Іванович       | 15 листопада 1976 | Україна     | 24       | 0        |
| 3            | Аделеє Айоделе                     | 25 грудня 1988    | Нігерія     | 2        | 0        |
| 20           | Бусаіді Аніс                       | 10 квітня 1981    | Туніс       | 26       | 0        |
| 30           | Гуменюк Олег Анатолійович          | 3 травня 1983     | Україна     | 28       | 4        |
| 8            | Да Сільва Насіменто Едуардо        | 24 жовтня 1988    | Бразилія    | 19       | 1        |
| 11           | Матвієнко Дмитро Олександрович     | 25 травня 1992    | Україна     | 4        | 0        |
| 44           | Путраш Юрій Володимирович          | 29 січня 1990     | Україна     | 25       | 1        |
| 2            | Романчук Олександр Володимирович   | 21 жовтня 1984    | Україна     | 12       | 0        |
| 15           | Феррейра дос Сантос Селіо          | 20 липня 1987     | Бразилія    | 22       | 0        |
| Півзахисники |                                    |                   |             |          |          |
| 90           | Гаджиєв Махач Гаджиєвич            | 18 жовтня 1987    | Росія       | 16       | 3        |
| 27           | Гомес Гарсія Рубен Марсело         | 26 січня 1984     | Аргентина   | 29       | 0        |
| 25           | Калініченко Максим Сергійович      | 26 січня 1979     | Україна     | 13       | 2        |
| 4            | Любічіч Марін                      | 15 червня 1988    | Хорватія    | 20       | 0        |
| 18           | Назаренко Сергій Юрійович          | 16 лютого 1980    | Україна     | 29       | 8        |
| 16           | Не Марко Таддеі                    | 17 липня 1983     | Кот-д'Івуар | 9        | 1        |
| 21           | Павленко Владислав Віталійович     | 5 квітня 1994     | Україна     | 7        | 0        |
| 92           | Приходной Максим Сергійович        | 27 жовтня 1992    | Україна     | 1        | 0        |
| 9            | Причиненко Станіслав Володимирович | 26 червня 1991    | Україна     | 2        | 0        |
| 6            | Свенссон Карл Густав Йохан         | 7 лютого 1987     | Швеція      | 11       | 0        |
| Нападники    |                                    |                   |             |          |          |
| 7            | Габовда Юрій Вікторович            | 6 травня 1989     | Україна     | 14       | 0        |
| 11           | Кубік Франтішек                    | 14 березня 1989   | Словаччина  | 2        | 0        |
| 93           | Мельник Сергій Олександрович       | 25 червня 1993    | Україна     | 3        | 0        |
| 10           | Фещук Максим Ігорович              | 25 листопада 1985 | Україна     | 27       | 3        |
| 17           | Шиндер Антон Павлович              | 13 червня 1987    | Україна     | 26       | 4        |

## «Чорноморець» (Одеса)
Головний тренер: Роман Григорчук
| №            | Футболіст                       | Дата народження   | Країна     | Ігри     | Голи     |
| Воротарі     | Воротарі                        | Воротарі          | Воротарі   | Воротарі | Воротарі |
| ------------ | ------------------------------- | ----------------- | ---------- | -------- | -------- |
| 12           | Безотосний Дмитро Олександрович | 15 листопада 1983 | Україна    | 29       | 34п      |
| 1            | Паст Євген Сергійович           | 16 березня 1988   | Україна    | 1        | 2        |
| Захисники    |                                 |                   |            |          |          |
| 5            | Сантана Дос Сантос Андерсон     | 24 квітня 1986    | Бразилія   | 26       | 3        |
| 4            | Бергер Маркус                   | 21 січня 1985     | Австрія    | 25       | 0        |
| 32           | Вангелі Крісті                  | 5 вересня 1985    | Греція     | 6        | 0        |
| 2            | Ковальчук Петро Ярославович     | 28 травня 1984    | Україна    | 6        | 0        |
| 77           | Кутас Павло Віталійович         | 3 вересня 1982    | Україна    | 17       | 0        |
| 33           | Слінкін Андрій Вікторович       | 19 лютого 1991    | Україна    | 1        | 0        |
| 29           | Фонтанелло Пабло Езекуель       | 26 вересня 1984   | Італія     | 28       | 1        |
| Півзахисники |                                 |                   |            |          |          |
| 25           | Бернардес Морейра Артур Філіпе  | 18 лютого 1984    | Португалія | 5        | 0        |
| 11           | Бобко Іван Михайлович           | 10 грудня 1990    | Україна    | 29       | 1        |
| 42           | Зубейко Євгеній Анатолійович    | 30 вересня 1989   | Україна    | 16       | 0        |
| 8            | Ковальчук Кирило Сергійович     | 11 червня 1986    | Україна    | 25       | 0        |
| 6            | Де Матос Круз Леонардо          | 2 квітня 1986     | Бразилія   | 28       | 3        |
| 89           | Політило Сергій Олегович        | 9 січня 1989      | Україна    | 28       | 3        |
| 17           | Рамос Терросо Тьяго Андре       | 13 січня 1988     | Португалія | 5        | 0        |
| 14           | Силантьєв Ігор Ігорович         | 3 січня 1991      | Україна    | 1        | 0        |
| 39           | Старгородський Артем Сергійович | 17 січня 1982     | Україна    | 6        | 0        |
| 10           | Тащи Борис Борисович            | 26 липня 1993     | Україна    | 1        | 0        |
| Нападники    |                                 |                   |            |          |          |
| 19           | Бакай Еліс                      | 25 червня 1987    | Албанія    | 19       | 5        |
| 7            | Балашов Віталій Юрійович        | 7 лютого 1991     | Україна    | 13       | 0        |
| 20           | Бурдужан Лучіан                 | 18 лютого 1984    | Румунія    | 23       | 5        |
| 39           | Васін Денис Геннадійович        | 4 березня 1989    | Україна    | 3        | 0        |
| 9            | Діденко Анатолій Олександрович  | 9 червня 1982     | Україна    | 28       | 4        |
| 23           | Джа Джедже Франк Джедже Лі      | 2 червня 1986     | Франція    | 22       | 4        |
| 99           | Рієра Ортега Лоренцо            | 5 січня 1987      | Іспанія    | 12       | 0        |
| 16           | Шацьких Максим Олександрович    | 30 серпня 1978    | Узбекистан | 6        | 0        |

## «Шахтар» (Донецьк)
Головний тренер: Мірча Луческу
| №            | Футболіст                       | Дата народження  | Країна   | Ігри     | Голи     |
| Воротарі     | Воротарі                        | Воротарі         | Воротарі | Воротарі | Воротарі |
| ------------ | ------------------------------- | ---------------- | -------- | -------- | -------- |
| 32           | Каніболоцький Антон Олегович    | 16 травня 1988   | Україна  | 9        | 4п       |
| 30           | П'ятов Андрій Валерійович       | 28 червня 1984   | Україна  | 22       | 14п      |
| Захисники    |                                 |                  |          |          |          |
| 31           | Гоншалвес дос Сантос Ісмаілі    | 11 січня 1990    | Бразилія | 1        | 1        |
| 38           | Кривцов Сергій Андрійович       | 15 березня 1991  | Україна  | 15       | 1        |
| 5            | Кучер Олександр Миколайович     | 22 жовтня 1982   | Україна  | 15       | 3        |
| 44           | Ракіцький Ярослав Володимирович | 3 серпня 1989    | Україна  | 24       | 1        |
| 26           | Рац Дінча Разван                | 26 травня 1981   | Румунія  | 16       | 0        |
| 95           | Соболь Едуард Олександрович     | 20 квітня 1995   | Україна  | 5        | 0        |
| 27           | Чигринський Дмитро Анатолійович | 7 листопада 1986 | Україна  | 11       | 1        |
| 13           | Шевчук В'ячеслав Анатолійович   | 13 травня 1979   | Україна  | 14       | 0        |
| Півзахисники |                                 |                  |          |          |          |
| 77           | Перейра Діас Жуніор Ілсон       | 12 жовтня 1985   | Бразилія | 19       | 6        |
| 29           | Тейшейра Сантос Алекс           | 6 січня 1990     | Бразилія | 27       | 10       |
| 10           | Боргес да Сільва Вілліан        | 9 серпня 1988    | Бразилія | 14       | 2        |
| 19           | Гай Олексій Анатолійович        | 6 листопада 1982 | Україна  | 6        | 0        |
| 24           | Гречишкін Дмитро Володимирович  | 22 вересня 1991  | Україна  | 7        | 0        |
| 20           | Коста де Соуза Дуглас           | 14 вересня 1990  | Бразилія | 27       | 5        |
| 18           | Девіч Марко                     | 27 жовтня 1983   | Україна  | 12       | 4        |
| 14           | Кобін Василь Васильович         | 24 травня 1985   | Україна  | 5        | 0        |
| 21           | Лоуренсо Алан Патрік            | 13 травня 1991   | Бразилія | 4        | 1        |
| 7            | Роза Фернандо Луіз              | 4 травня 1985    | Бразилія | 23       | 2        |
| 22           | Мхітарян Генріх Гамлетович      | 21 січня 1989    | Вірменія | 29       | 25       |
| 33           | Срна Дарійо                     | 1 травня 1982    | Хорватія | 26       | 2        |
| 6            | Степаненко Тарас Миколайович    | 8 серпня 1989    | Україна  | 18       | 0        |
| 3            | Хюбшман Томаш                   | 4 вересня 1981   | Чехія    | 9        | 0        |
| Нападники    |                                 |                  |          |          |          |
| 11           | Алвеш да Сілва Едуардо          | 25 лютого 1983   | Хорватія | 20       | 4        |
| 9            | Соуза да Сільва Луіс Адріано    | 12 квітня 1987   | Бразилія | 19       | 7        |
| 17           | Перейра де Олівейра Майкон      | 8 травня 1988    | Бразилія | 4        | 1        |
| 17           | Селезньов Євген Олександрович   | 20 липня 1985    | Україна  | 3        | 2        |
| 28           | Барсельос Фреда Тайсон          | 13 січня 1988    | Бразилія | 11       | 2        |
| 31           | Феррейра Бонфім Бруно           | 19 січня 1989    | Бразилія | 4        | 1        |